# Tomoe Abe
Tomoe Abe (jap. 安部友恵 Abe tomoe; ur. 13 sierpnia 1971 w Kitsuce) – japońska lekkoatletka specjalizująca się w biegach długodystansowych, przede wszystkim w maratonie.

## Sukcesy sportowe
W 1990 zdobyła w Pekinie brązowy medal mistrzostw Azji juniorek w biegu na 10 000 metrów. Największy sukces na arenie międzynarodowej odniosła w 1993 w Stuttgarcie, zdobywając brązowy medal mistrzostw świata w biegu maratońskim (z czasem 2:31:01; za Junko Asari i Manuelą Machado). W 1994 r. zdobyła tytuł mistrzyni Japonii w maratonie. Wielokrotnie startowała w ulicznych biegach maratońskich, zwyciężając w Osace (1994) oraz Sapporo (1996).

## Rekordy życiowe
- bieg na 5000 metrów – 16:10,64 – Nobeoka 27/05/2000
- bieg na 10 000 metrów – 33:22,99 – Kitakyūshū 13/05/2000
- półmaraton – 1:11:39 – Miyazaki 06/01/2002
- maraton – 2:26:09 – Osaka 29/01/1994
- bieg na 100 kilometrów – 6:33:11 – Yūfutsu 25/06/2000 (rekord świata)[6]